# Byrsonima orientensis
Byrsonima orientensis är en tvåhjärtbladig växtart som beskrevs av Johannes Bisse. Byrsonima orientensis ingår i släktet Byrsonima och familjen Malpighiaceae. Inga underarter finns listade i Catalogue of Life.